# 抚养比
抚养比，就是需要经济供养的少年与老年人口之和与劳动人口数量之比，是反映社会老龄化程度的人口学指标。
其计算公式为：（少年人口+老年人口）/劳动年龄人口*100%
一般而言，少年人口和老年人口分別是指15歲以下及65歲以上的人，從事勞動生產的人口是指15至64歲的人。
目前世界整体上生育率不断降低，预期寿命不断处长，人口年龄结构不断老化，抚养比在不断增加。多個已發展國家，包括日本，都面對人口老化的問題，扶養比率亦因此而上升，造成了一系列的社會問題，例如基層醫療成本大增及勞動力不足等。以中華民國為例，2018年的扶養比為37.9%，以中推估至2065年扶養比會高達101.4%。